# MR. BIG (アルバム)
『MR. BIG』は、アメリカのハードロックバンド、MR. BIGがリリースしたデビューアルバムである。
デビュー20周年の2009年に、再結成＆ジャパン・ツアー 記念エディションとしてリマスタリング＆ボーナス・トラック収録で、日本で再発売された。
2023年4月、デビュー・アルバム『MR. BIG』が、四半世紀以上の時を超えて新たに発見された未発表音源「Want To Be Wanted 」を収録し、再リマスタリングされリリース。

## 収録曲
1. アディクテッド・トゥ・ザット・ラッシュ／Addicted To That Rush (Billy Sheehan, Paul Gilbert, Pat Torpey)（4:46）
2. ワインド・ミー・アップ／Wind Me Up (Eric Martin, Paul Gilbert, Pat Torpey)（4:11）
3. マーシリス／Merciless (Eric Martin, Paul Gilbert, Pat Torpey)（3:57）
4. ハッド・イナフ／Had Enough (Billy Sheehan)（4:57）
バラード・ベストアルバム『Deep Cuts』ではリメイクされている。
5. ブレイム・イット・オン・マイ・ユース／Blame It On My Youth (Eric Martin, Paul Gilbert, Billy Sheehan)（4:14）
6. テイク・ア・ウォーク／Take A Walk (Eric Martin, Paul Gilbert, Billy Sheehan)（3:57）
7. ビッグ・ラヴ／Big Love (Eric Martin)（4:49）
8. ハウ・キャン・ユー・ドゥ・ホワット・ユー・ドゥ／How Can You Do What You Do (Eric Martin, Jonathan Cain)（3:58）
9. エニシング・フォー・ユー／Anything For You (Eric Martin, Paul Gilbert, Billy Sheehan)（4:37）
日本の2ndシングル『Just Take My Heart』収録曲。
10. ロックン・ロール・オーヴァー／Rock & Roll Over (Eric Martin)（3:50）
11. 30デイズ・イン・ザ・ホール／30 Days In The Hole (Steve Marriott)（4:12）
イギリスのロックバンド、ハンブル・パイのカバー。

### 2009年盤
2009年5月13日に発売された再発盤は、ボーナストラックとして以下の曲を収録している。
1. マーシリス （デモ・ヴァージョン）
2. ハウ・キャン・ユー・ドゥ・ホワット・ユー・ドゥ （デモ・ヴァージョン）

### 2023年盤
2023年4月21日に発売された再発盤(MQA-CD)は、ボーナストラックとして以下の曲を収録している。
1. ネクスト・タイム・アラウンド
2009年に発売されたベスト・アルバム「Next Time Around -Best Of Mr. Big- 」 に収録されたものとは別バージョン。
2. ウォント・トゥ・ビー・ウォンテッド
The Vault に収録されたものとは別バージョン。